# انصمام الشريان الكبدي
يسمى إصمام الشريان الكبدي أيضًا بالإصمام عبر الشرايين، وهو أحد الطرق العلاجية العديدة لنقائل الكبد وأورامه الأولية. يقلص العلاج حجم الورم ويقلل تأثيراته –كإفرازه للهرمونات، وهذا سيخفف الأعراض بشكل ملحوظ. شهدت أوائل السبعينيات التطور الأول لهذا النوع من العلاج. تحصل الخلايا السرطانية على جميع العناصر الغذائية تقريبًا من الشريان الكبدي، وبالاعتماد على هذه الملاحظة نشأت العلاجات المرتبطة به. تحصل الخلايا الطبيعية للكبد على 70- 80% من العناصر الغذائية و50% من إمدادات الأكسجين من الوريد البابي، وبالتالي يمكنها البقاء على قيد الحياة على الرغم من إصمام الشريان الكبدي بشكل كامل. أدى إصمام الشريان الكبدي -في الممارسة العملية- إلى إعاقة تدفق الدم إلى الأورام، وهذا ساهم بتقلص ملحوظ في حجم الورم لدى أكثر من 80% من الأشخاص. مع ذلك، تختلف معدلات التقلص من حالة لأخرى.

## خلفية
تحصل الخلايا السرطانية على جميع العناصر الغذائية تقريبًا من الشريان الكبدي، وبالاعتماد على هذه الملاحظة نشأت العلاجات المرتبطة به. تحصل الخلايا الطبيعية للكبد على نحو 70- 80% من العناصر الغذائية و50% من إمدادات الأكسجين من الوريد البابي، وبالتالي يمكنها البقاء على قيد الحياة على الرغم من إصمام الشريان الكبدي بشكل كامل. من الناحية العملية، يصبح إصمام الشريان الكبدي خيارًا معقولًا عند حدوث النمو الورمي داخل الكبد بشكل أساسي. أدى إصمام الشريان الكبدي إلى إعاقة تدفق الدم إلى الأورام، وهذا ساهم بتقلص ملحوظ في حجم الورم لدى أكثر من 80% من الأشخاص. مع ذلك، تختلف معدلات التقلص من حالة لأخرى. قد يقلل العلاج الأعراض بشكل فعال عن طريق تقليص حجم الورم أو عبر التخفيف من آثاره -كتقليل إنتاجه للهرمونات مثلًا.
يمكن استخدام العلاجات الموجهة عبر الشريان الكبدي في أورام الكبد الأولية ونقائل الأورام العصبية الصماوية والنقائل الأخرى للكبد.

## الطريقة
تعتمد تقنية سيلدينغر على إدخال قسطرة عبر الجلد وصولًا للشريان الكبدي تحت المراقبة الشعاعية. تتكون القسطرة من أنبوب رفيع مرن مصنوع من مادة طبية. تطور هذا النهج لأول مرة في أوائل السبعينيات لعلاج الأورام العصبية الصماء النقيلية. تحصل الخلايا السرطانية على أكثر من 90% من مغذياتها من الشريان الكبدي، بينما تحصل الخلايا الطبيعية للكبد على 70-80% من مغذياتها و50% من إمدادات الأكسجين من الوريد البابي، وبالتالي يمكنها البقاء على قيد الحياة على الرغم من إصمام الشريان الكبدي بشكل كامل. بمجرد إدخال القسطرة بعناية في الشريان الكبدي أو أحد فروعه، يمكن إيقاف تدفق الدم عبر حقن مواد مختلفة أو نفخ بالون ضمنه. قد تكون تلك المواد بلاستيكية أو صمغية أو معدنية أو رغوية. درس الباحثون اعتبارات وتفاصيل أخرى خاصة بالإجراء.

## إجراءات مرتبطة
يمكن تسريب العلاج الكيميائي عبر الشريان الكبدي مباشرةً وبشكل مستمر على مدار ساعات أو حتى أيام. يسمح هذا النوع من العلاج بوصول نسبة أعلى من العلاج الكيميائي (نظريًا) إلى الآفات الكبدية بالمقارنة مع العلاج الكيميائي الجهازي.
يوجد إجراء آخر يدعى بالإصمام الكيميائي للشريان الكبدي، ويطلق عليه أحيانًا الإصمام الكيميائي عبر الشرايين. يجمع هذا الإجراء بين إصمام الشريان الكبدي وتسريب العلاج الكيميائي عبره. تحقن الكرات الصمية في إحدى الطرق مع العلاج الكيميائي في الشريان الكبدي لتستقر ضمن الشعيرات الدموية في النهاية. تمنع الكرات تدفق الدم إلى الآفات، وتستهدفها بشكل أفضل من التسريب الكيميائي وحده عبر تحديد مدى انتشار العلاج الكيميائي حول الآفات.